# Sabiha Bengütaş
Sabiha Bengütaş właśc. Sabiha Ziya Bengütaş (ur. 1904 w Stambule, zm. 2 października 1992 w Ankarze) – turecka rzeźbiarka.

## Życiorys
Uczyła się początkowo w szkole Eyubsultan Numune School. Naukę kontynuowała w Damaszku, gdzie jej ojciec został skierowany przez władze do pracy. W Damaszku uczęszczała do francuskiej szkoły katolickiej. Po powrocie do kraju wraz z rodziną osiedliła się w Büyükadzie, gdzie uczyła się w szkole Köprülü Fuata Paszy. W 1920 rozpoczęła studia z zakresu malarstwa i rzeźby w Akademii Sztuk Pięknych w Stambule (Sanayi-i Nefise Mektebi), pod kierunkiem Feyhamana Durana. Była pierwszą Turczynką, która studiowała rzeźbiarstwo. W 1924 uzyskała stypendium państwowe, które umożliwiło jej kontynuację nauki w Akademii Sztuk Pięknych w Rzymie, gdzie uczyła się pod kierunkiem Ermenegildo Luppiego.
Wyszła za mąż za dyplomatę Şakira Emina Bengütaşa, po którym przyjęła nazwisko. Wraz z mężem podróżowała po Europie, a pod koniec życia osiedliła się w Ankarze, gdzie zmarła. Małżeństwo z Şakirem Eminem Bengütaşem było bezdzietne, ale rodzina Bengütaş adoptowała córkę Nurol.

## Twórczość
W 1925 dwa popiersia, wykonane przez Sabihę wystawiano na ekspozycji w pałacu Galatasaray w Stambule. W jej dorobku twórczym znalazły się popiersia poetów: Ahmeta Haşima i Abdülhaka Hamita Tarhana, pierwszej tureckiej aktorki  filmowej Bedii Muvahhit, a także generała Ali Fuata Cebesoya i żony Ismeta İnönü, Mevhibe.
W 1928 jej rzeźby zwyciężyły w dwóch konkursach na upamiętnienie postaci Mustafy Kemala Atatürka i gen. İsmeta İnönü. Pomnik Atatürka stanął w ogrodach pałacu prezydenckiego Çankaya, a pomnik İnönü w Mudanyi. W 1928 Sabiha była asystentką Pietro Canonicy, autora Pomnika Republiki, który stanął w Stambule na Placu Taksim.